# 爪哇水苦荬
爪哇水苦荬（学名：Veronica javanica）为車前草科婆婆纳属下的一个种。

## 扩展阅读
- 維基物種上的相關：爪哇水苦荬